# Gospel Music Association

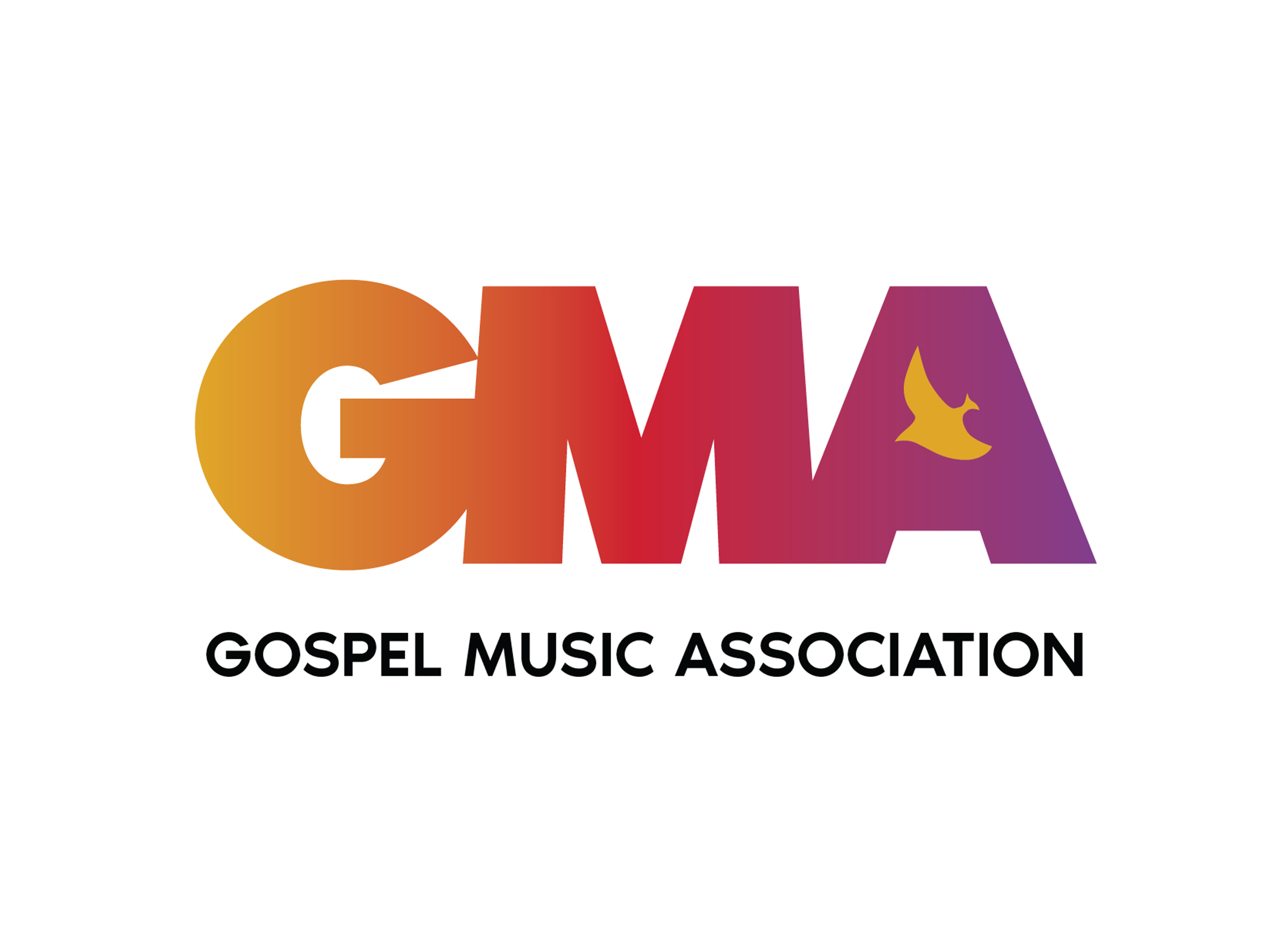
Logótipo da Gospel Music Association

Gospel Music Association (GMA) é uma instituição fundada em 1964 com o objetivo de incentivar e divulgar a música gospel em todos os seus gêneros, incluindo pop, rock, country, black, R&B, southern gospel, louvor e adoração, entre outros
Entre artistas, agentes, empresários, compositores, vendedores, a GMA agrega em torno de si cerca de 4 mil profissionais envolvidos no ramo da indústria musical.
A GMA é a criadora e organizadora do prêmio GMA Dove Awards, oferecido anualmente desde 1969 aos destaques da música cristã contemporânea nos EUA e, através de sua co-irmã, GMA Foundation, mantém o GMA Gospel Music Hall of Fame, instituído em 1971 e do qual constam nomes como Elvis Presley, Mahalia Jackson, Amy Grant, Phil Keaggy, Larry Norman, The Blind Boys of Alabama, Andrae Crouch, Sandi Patty, Keith Green, 2nd Chapter of Acts, Petra, Bill e Gloria Gaither, Richard Smallwood, Thomas A. Dorsey, Billy Graham, entre muitos outros.